# Sultanat de Bijapur
El sultanat de Bijapur fou un estat de l'Índia que va existir del 1489 al 1686.
Bijapur fou seu dels reis Yadava del 1190 al 1294. En aquest darrer any fou conquerida per Ala al-Din Khaldji per compte del seu oncle Djalal al-Din Khaldji de Delhi. A la meitat del segle següent va caure en mans d'un amir-i sadah (comandant de 100 pobles) de nom Zafar Khan que va esdevenir el primer sobirà de la dinastia Bahmànida amb el nom d'Ala al-Din Hasan Bahman Shah.
A la mort del wazir bahmànida Mahmud Gawan (1481) la dinastia va entrar en decadència. Yusuf Adil Khan que era esclau de Mahmud Gawan fou nomenat governador de la província de Daulatabad i el 1489 va fer pronunciar per primer cop la khutba en el seu nom, ara canviat a Yusuf Adil Shah, del que la dinastia es va dir adilshàhida; es va crear també una nova genealogia: era fill del soldà otomà Murat II que fou salvat per la seva mare de la mort ordenada per Mehmet II; fou enviat a Sava amb un mercader que el va criar i després posat al servei de Mahmud Gawan. Fou el primer governant musulmà que va introduir les doctrines xiïtes a l'Índia. Va construir la ciutadella de Bijapur (que va donar nom al regne) i va lluitar contra els altres reis del Dècan i el rei hindú de Vijayanagar; els portuguesos van arribar en aquest temps i es van apoderar de Goa.
A la seva mort el va succeir el seu fill Ismail que va tenir un regnat pròsper i va morir el 1534. El seu fill Mallu Adil Shah va pujar al tron però fou enderrocat i cegat al cap de sis mesos i el va succeir el seu germà Ibrahim Adil Shah (1534-1558). A la seva mort va pujar al tron el seu fill Ali Adil Shah I (1558-1580) que va construir les muralles de Bijapur, una mesquita i altres edificis, un aqüeducte i diverses obre d'utilitat pública.
La història següent està plena de guerres contra Bidar, Ahmadnagar, Golconda, i Vijayanagar; el 1564 els quatre estats musulmans es van col·ligar contra el regne hindú (Vijayanagar) i el van derrotar a Talikot el 1565. A la mort d'Ali, el tron va passar al seu nebot Ibrahim II, que era menor; però amb ell el sultanat va arribar al seu màxim poder. La regència la va exercir la vídua d'Ali, la princesa Chand Bibi, durant uns anys fins que Ibrahim fou major; en total va regnar durant 47 anys morint el 1627.
Sota el seu successor Muhammad, Shivaji o Sivaji, el cap maratha fill de Shahdij Bhonsle (un petit funcionari de Bijapur) es va crear el seu regne. Els enfrontaments amb els mogul van començar el 1636 i el sobirà es va haver de declarar vassall. Deu anys després el sultanat de Bijapur fou atacat per Shivaji (1646-1648) ocupant diverses places fortes i llocs importants i poc després es va apoderar de la major part del Konkan. El 1657 a la mort de Muhammad, Shah Jahan no va acceptar al seu successor Ali II, i va enviar a Aurangzeb a envair el país i va assetjar Bijapur; la malaltia de Shah Jahan va aturar les operacions i va fer aixecar el setge, retornant Aurangzeb a Agra però el 1659 el peshwa mahrata Shivaji va reprendre les hostilitats. Amb Ali II va continuar la decadència. A la seva mort el 1672 va pujar al tron el seu fill menor d'edat Sikandar Adil Shah.
El regne va ser ocupat progressivament per mahrates i mogols; el 1686 la capital fou conquerida per Aurangzeb. El darrer rei va morir captiu el 1700.

## Sultans de Bijapur
- Yusuf Adil Shah (1489-1510)
- Ismail Adil Shah (1510-1534)
- Mallu Adil Shah (1534)
- Ibrahim Adil Shah I (1534-1558)
- Ali Adil Shah I (1558-1580)
- Ibrahim Adil Shah II (1580-1627)
- Muhammad Adil Shah (1627-1657)
- Ali Adil Shah II (1657-1672)
- Sikandar Adil Shah (1672-1686)